# Wesley Jobello
Wesley Jobello, né le 23 janvier 1994 à Gennevilliers (Hauts-de-Seine), est un footballeur français, international martiniquais. Il évolue au poste d'ailier.

## Biographie

### En Club

#### Olympique de Marseille
Arrivé à l'OM à l'âge de 15 ans en provenance de Viry-Châtillon après être passé par les clubs du Mée et de Melun, Wesley Jobello intègre d'abord l'équipe réserve de l'Olympique de Marseille avant de jouer son premier match professionnel lors de la dernière journée de Ligue 1 contre le FC Sochaux le 20 mai 2012 en entrant en jeu à la place de Jean-Philippe Sabo. Il prend part à son premier match européen contre Fenerbahçe le 22 novembre 2012 en remplaçant Joey Barton lors d'un match de Ligue Europa avant d'être titularisé pour la première fois contre l'AEL Limassol le mois suivant. Lors de la saison 2014-2015, il est champion de CFA2 avec l'équipe réserve de l'OM.

#### Clermont Foot
Le 23 mai 2015, il signe un contrat de deux saisons avec Clermont Foot 63 qui évolue en Ligue 2. Il joue son premier match sous ces nouvelles couleurs lors de la première journée en entrant en jeu en fin de match face au FC Sochaux. Il marque son premier but professionnel contre le Valenciennes FC en Coupe de la Ligue avant de récidiver 22 minutes plus tard et marquer son premier doublé (3-1). Pour sa première saison au club, il prend part à trente matchs toutes compétitions confondues et marque trois buts. Le club termine à la 7e place.
La saison suivante, il marque son premier but en championnat de Ligue 2 lors de la seconde journée le seul but de la rencontre face à l'AJ Auxerre. Sa saison 2016-2017 s’arrête brusquement en mars à la suite d'une grave blessure à un genou, bilan : rupture des ligaments croisés. Arrivé en fin de contrat en Auvergne, il n'est pas conservé par le club.

#### Gazélec Ajaccio
Fin août 2017, il signe en faveur du Gazélec Ajaccio. Arrivé au club blessé, il joue son premier match sous son nouveau maillot le 12 novembre 2017 lors du 7e tour de Coupe de France et marque son premier but lors d'une victoire quatre buts à un contre l'AS Cagne au tour suivant. Le 2 juin 2019, dans le cadre des barrages de relégation Ligue 2-National, avec le Gaz', il a un penalty à frapper dans le temps additionnel. S'il marque, Ajaccio sécurise son maintien. Jobello rate le penalty. Alors que le Gazélec va se maintenir, Le Mans marque un deuxième but trois minutes après ce raté de Jobello et Ajaccio descend en National.

#### Coventry City puis retour en France
Le 14 juin 2019, il s'engage avec Coventry City, qui évolue alors en EFL League One (troisième échelon national anglais). Avec Coventry City, il est sacré champion de D3 et goûte donc au Championship (D2 anglaise) dans la foulée.
Le 29 janvier 2022, il s’engage à l’US Boulogne qui évolue en National.

#### Départ en Roumanie
Libre de signer où il le souhaite depuis la fin de son aventure avec Boulogne, il s'engage avec le club Roumain de l'UTA Arad (première division) en signant un contrat de deux saisons avant de passer part un autre club roumain le FC Arges.
En 2024, il signe en Australie avec le Preston Lions Football Club.

### Sélections nationales
En février 2012, il participe à deux matchs de l'équipe de France des moins de 18 ans de football contre la Grèce dont un en tant que titulaire.

#### Équipe de Martinique de Football
Le 23 mars 2019, en marquant le but de la victoire contre la Guadeloupe, il permet à la sélection de Martinique de se qualifier pour la Gold Cup 2019.
Il est retenu pour disputer la phase finale de la compétition et participe à la préparation avec les Matinino à Portland mais il est écarté du groupe au dernier moment alors que son transfert en Angleterre est annoncé.

## Statistiques
Le tableau ci-dessous retrace la carrière de Wesley Jobello depuis ses débuts :
| Saison                | Club                   | Championnat           | Championnat | Championnat | Coupe nationale | Coupe nationale | Coupe de la Ligue | Coupe de la Ligue | Compétition(s) continentale(s) | Compétition(s) continentale(s) | Compétition(s) continentale(s) | Total | Total |
| Saison                | Club                   | Division              | M.          | B.          | M.              | B.              | M.                | B.                | Comp.                          | M.                             | B.                             | M.    | B.    |
| 2011-2012             | Olympique de Marseille | Ligue 1               | 1           | 0           | -               | -               | -                 | -                 | -                              | -                              | -                              | 1     | 0     |
| 2012-2013             | Olympique de Marseille | Ligue 1               | -           | -           | -               | -               | -                 | -                 | C3                             | 2                              | 0                              | 2     | 0     |
| 2013-2014             | Olympique de Marseille | Ligue 1               | -           | -           | -               | -               | -                 | -                 | -                              | -                              | -                              | 0     | 0     |
| 2014-2015             | Olympique de Marseille | Ligue 1               | -           | -           | -               | -               | -                 | -                 | -                              | -                              | -                              | 0     | 0     |
| Sous-total            | Sous-total             | Sous-total            | 1           | 0           | -               | -               | -                 | -                 | -                              | 2                              | 0                              | 3     | 0     |
| 2015-2016             | Clermont Foot 63       | Ligue 2               | 26          | 0           | 2               | 0               | 2                 | 3                 | -                              | -                              | -                              | 30    | 3     |
| 2016-2017             | Clermont Foot 63       | Ligue 2               | 27          | 3           | 3               | 1               | 3                 | 1                 | -                              | -                              | -                              | 33    | 5     |
| Sous-total            | Sous-total             | Sous-total            | 53          | 3           | 5               | 1               | 5                 | 4                 | -                              | -                              | -                              | 63    | 8     |
| 2017-2018             | GFC Ajaccio            | Ligue 2               | 24          | 2           | 3               | 1               | -                 | -                 | -                              | -                              | -                              | 27    | 3     |
| 2018-2019             | GFC Ajaccio            | Ligue 2               | 39          | 3           | 2               | 0               | 1                 | 0                 | -                              | -                              | -                              | 42    | 3     |
| Sous-total            | Sous-total             | Sous-total            | 63          | 5           | 5               | 1               | 1                 | 0                 | -                              | -                              | -                              | 69    | 6     |
| 2019-2020             | Coventry City          | League One            | 10          | 1           | -               | -               | 1                 | 0                 | -                              | -                              | -                              | 11    | 1     |
| 2020-2021             | Coventry City          | Championship          | 3           | 0           | -               | -               | -                 | -                 | -                              | -                              | -                              | 3     | 0     |
| Sous-total            | Sous-total             | Sous-total            | 13          | 1           | 0               | 0               | 1                 | 0                 | -                              | -                              | -                              | 14    | 1     |
| 2021-2022             | US Boulogne            | National              | 11          | 0           | -               | -               | -                 | -                 | -                              | -                              | -                              | 11    | 0     |
| 2022-2023             | UTA Arad               | SuperLiga             | 17          | 0           | 3               | 1               | -                 | -                 | -                              | -                              | -                              | 20    | 1     |
| 2022-2023             | FC Argeș Pitești       | SuperLiga             | 15          | 1           | -               | -               | -                 | -                 | -                              | -                              | -                              | 15    | 1     |
| Total sur la carrière | Total sur la carrière  | Total sur la carrière | 173         | 10          | 13              | 3               | 7                 | 4                 | -                              | 2                              | 0                              | 195   | 17    |

### Liste des matches internationaux
| Matches internationaux de Wesley Jobello | Matches internationaux de Wesley Jobello | Matches internationaux de Wesley Jobello          | Matches internationaux de Wesley Jobello | Matches internationaux de Wesley Jobello | Matches internationaux de Wesley Jobello | Matches internationaux de Wesley Jobello                         |
|                                          | Date                                     | Lieu                                              | Adversaire                               | Résultat                                 | Compétition                              | Notes                                                            |
| ---------------------------------------- | ---------------------------------------- | ------------------------------------------------- | ---------------------------------------- | ---------------------------------------- | ---------------------------------------- | ---------------------------------------------------------------- |
| 1.                                       | 5 juin 2018                              | Stade Pierre-Aliker, Fort-de-France, Martinique   | Guyane                                   | 3 - 0                                    | Match amical                             | Titulaire et remplacé par Rodrigue César à la 76e minute de jeu. |
| 2.                                       | 19 novembre 2018                         | Stade Pierre-Aliker, Fort-de-France, Martinique   | Antigua-et-Barbuda                       | 4 - 2                                    | Éliminatoires Ligue des nations          | Titulaire.                                                       |
| 3.                                       | 23 mars 2019                             | Stade René-Serge-Nabajoth, Les Abymes, Guadeloupe | Guadeloupe                               | 0 - 1                                    | Éliminatoires Ligue des nations          | Titulaire et remplacé par Mickaël Biron à la 88e minute de jeu.  |

### Buts internationaux
| #  | Date         | Lieu                                              | Adversaire | Score | Résultat | Compétition                     |
| -- | ------------ | ------------------------------------------------- | ---------- | ----- | -------- | ------------------------------- |
| 1. | 23 mars 2019 | Stade René-Serge-Nabajoth, Les Abymes, Guadeloupe | Guadeloupe | 0-1   | 0 - 1    | Éliminatoires Ligue des nations |

## Palmarès
Lors de la saison 2014-2015, il est champion du groupe G de CFA 2 (5e division) avec l'équipe réserve de l'Olympique de Marseille en participant à 24 matchs de championnat et inscrivant sept buts.
Avec Coventry City, il est champion d'Angleterre de D3 en 2020.